# Макфазин, Марта
Ма́рта Макфа́зин (англ. Martha McFadzean) — шотландская кёрлингистка.
В составе женской команды Шотландии участница чемпионата мира 1984 (заняли пятое место). Чемпионка Шотландии среди женщин.
Играла на позиции второго.

## Достижения
- Чемпионат Шотландии по кёрлингу среди женщин: золото (1984).

## Команды
| Сезон   | Четвёртый     | Третий       | Второй         | Первый       | Турниры                      |
| ------- | ------------- | ------------ | -------------- | ------------ | ---------------------------- |
| 1983—84 | Сэди Андерсон | Энни Кеннеди | Марта Макфазин | Джесси Браун | ЧШЖ 1984 · ЧМ 1984 (5 место) |

(скипы выделены полужирным шрифтом)